# Зено Дебаст
Зено Дебаст (фр. Zeno Debast, нар. 24 жовтня 2003) — бельгійський футболіст, центральний захисник португальського клубу «Спортінг» та національної збірної Бельгії.

## Клубна кар'єра
Народився 24 жовтня 2003 року. Вихованець футбольної школи клубу «Андерлехт». Дорослу футбольну кар'єру розпочав 2021 року в основній команді того ж клубу, кольори якої захищає й донині.

## Виступи за збірні
2018 року дебютував у складі юнацької збірної Бельгії (U-15), загалом на юнацькому рівні взяв участь у 12 іграх.
У вересні 2022 року 18-річний на той час захисник дебютував в офіційних матчах у складі національної збірної Бельгії. Згодом був включений до її заявки на тогорічну першість світу.

## Титули і досягнення
- Чемпіон Португалії (1):

«Спортінг»: 2024-25
- Володар Кубка Португалії (1):

«Спортінг»: 2024-25